# Nils Hedberg (företagsledare)
Nils Ragnar Hedberg, född 12 oktober 1871 i Klara församling i Stockholm, död 6 december 1937 i Österskär i Österåkers församling, var en svensk företagsledare.

## Biografi
Nils Hedberg var son till författaren och teatermannen Frans Hedberg och hans hustru skådespelerskan Amanda Broman samt bror till Walborg, Tor, Karl och Bengt Hedberg. Han var vidare dotterson till Robert Broman.
Efter mogenhetsexamen vid Högre realläroverket i Stockholm 1890 var han elev i bergsvetenskap vid Kungliga Tekniska högskolan 1890–1894 och blev 1893 extra geolog vid Sveriges geologiska undersökning. Åren 1894–1895 var Hedberg extraordinarie tjänsteman i kommerskollegium och 1896–1898 kemist och gruvmätare vid Grängesbergs gemensamma förvaltning. Han utförde malmundersökningar i Siam 1898 och företog därefter en studieresa till Kina, Japan, Kanada och USA 1898–1899. Hedberg var 1899–1914 gruvingenjör och direktörsassistent vid Gränges gemensamma förvaltning. Han var även statens gruvingenjör i det södra bergmästaredistriktet 1902–1914 och sakkunnig i gruvlagstiftningsfrågor 1908–1909 och ledamot av Kopparbergs läns landsting 1910–1913.
Åren 1915–1936 var Hedberg VD för Grängesbergs gemensamma förvaltning och även VD för Västra Ormbergs gruvaktiebolag, Björnbergs Gruv AB, Gruv AB Lomberget, AB Expressdynamit och AB Nora tändrörsfabrik. Han var även ledamot av styrelserna för Vesterdalelfvens Kraft AB, Berglagernas gemensamma kraftförvaltning och Krångede AB. Dessutom var han sakkunnig i arbetslagstiftningsfrågan 1919–1921, ledamot av styrelsen Svensk vattenkraftförening 1929–1936 samt ordförande i kommunalfullmäktige i Grangärde 1933–1936.
Han gifte sig 1901 med Signe Nordlund. Nils Hedberg är begravd på Grangärde kyrkogård.